# Ōkuma Shigenobu
El marqués Ōkuma Shigenobu (大隈 重信?  16 de febrero de 1838-10 de enero de 1922), fue un político japonés, octavo y decimoséptimo primer ministro de Japón (1898 y 1914-1918).

## Primeros años
Nació con el nombre de Hachitarō, y fue el primer hijo de un artillero de Saga, provincia de Hizen (actual prefectura de Saga) en 1838. Durante sus primeros años, su educación consistió principalmente en el estudio de la literatura confuciana china y de obras derivadas como el Hagakure. Sin embargo, abandonó la escuela de 1853 para asistir a un instituto de rangaku (escuela holandesa).
Cuando la escuela holandesa se unió con la escuela provincial en 1861, tomó una posición de disertador. A pesar de que le simpatizaba el movimiento sonnō jōi, opinaba que debía había mediación entre los rebeldes de Chōshū y el shogunato Tokugawa.
Durante un viaje a Nagasaki, conoció a un misionero holandés llamado Guido Verbeck, que le enseñó el idioma inglés y le dio unas copias del Nuevo Testamento y de la Declaración de Independencia de los Estados Unidos. Estas obras se creen que cambiaron su pensamiento político, y era partidario de abolir el sistema feudal existente y el establecimiento de un gobierno constitucional.
Viajó de manera frecuente entre Nagasaki y Kioto en los años siguientes y se convirtió en un personaje dentro de la Restauración Meiji. En 1867, viajó a Edo con Soejima Taneomi para proponer un plan de restauración imperial al shōgun Tokugawa Yoshinobu; el shogun respondió declarando a Ōkuma y a Soejima como rōnin y les ordenó el arresto domiciliario. Ōkuma pasaría en ese estado por algunos meses en Saga.

## Carrera política en la era Meiji
Tras la guerra Boshin en 1868, Okuma fue el encargado de los asuntos externos del nuevo gobierno Meiji y fue el jefe del programa de reforma monetaria en Japón. Usó sus contactos con Inoue Kaoru, con el fin de mantener una posición en el gobierno central en Tokio. Fue elegido en la primera Dieta de Japón en 1870 y poco después fue Ministro de Finanzas, en cuya administración instituyó las reformas de impuestos y propiedad que ayudaron al desarrollo industrial de Japón. Estableció la unidad monetaria del país, creó la Casa de la Moneda y el Ministerio de Industrias, sin embargo, renunció en 1881 tras una serie de desacuerdos con los miembros del Satsuma y Chōshū y de la oligarquía Meiji, sobre todo con Itō Hirobumi, con los esfuerzos de mantener los préstamos internacionales, el establecimiento de una constitución, y en especial con la exposición de asuntos internos que involucraban al primer ministro Kuroda Kiyotaka.
En 1882 cofunda el Partido Progresivo Constitucional (Rikken Kaishintō) y atrae a un número diverso de líderes, tales como Ozaki Yukio e Inukai Tsuyoshi. En el mismo año, funda el Tōkyō Senmon Gakkō en el distrito de Waseda en Tokio. La escuela se llamaría después Universidad de Waseda, uno de los más importantes del país en educación superior.
A pesar de sus diferencias, Itō nombró a Ōkuma como Ministro de Exteriores en febrero de 1888, con el fin de hacer la revisión de la negociación de los tratados desiguales con las potencias occidentales. El tratado fue percibido como muy conciliatorio con Occidente y se creó una controversia. Ōkuma fue atacado por un miembro del Genyōsha en 1889, y perdió su pierna derecha por una bomba. Se retiró de la política en ese momento.
Sin embargo, regresa en 1896 para reorganizar el Rikken Kaishinto en el Shinpotō (Partido Progresista). En 1897, Matsukata Masayoshi lo convenció de participar en su segunda administración como Ministro de Exteriores y de Agricultura y Comercio, pero solo pudo estar en el cargo por un año, cuando renunció.
En junio de 1898 cofundó el Kenseitō (Partido del Gobierno Constitucional), uniendo el Shinpoto con el Jiyuto de Itagaki Taisuke, y fue nombrado por el Emperador de Japón como el primer partisano en ser primer ministro de Japón. El gabinete sólo duraría cuatro meses debido a disputas internas. Ōkuma se mantendría como presidente del partido hasta 1908, cuando se retiraría de la política.
Tras su retiro, presidiria la Universidad de Waseda y fue presidente de la Sociedad de Civilización de Japón. Tradujo una cantidad de textos europeos y estadounidenses al japonés, y apoyaba una expedición japonesa hacia la Antártida.

## Carrera política en la era Taishō
Tuvo un regreso a la política tras la crisis constitucional de 1914, cuando el gobierno de Yamamoto Gonnohyoe debió renunciar en medio del escándalo Siemens. Asumió como 17.º primer ministro con un gabinete de coalición entre el Rikken Dōshikai y el Chusekai. Su período fue activo en la política exterior; Japón declaró la guerra a Alemania, entrando a la Primera Guerra Mundial como miembro de los Aliados. En 1915, Ōkuma y Katō Takaaki redactaron las Veintiuna exigencias a China.
Tras el escándalo Oura, el gabinete de Ōkuma perdió el apoyo popular, y se provocó una renuncia en masa en octubre en 1915. En 1916, después de haber desempeñado como miembro del genrō, renuncia y se retira permanentemente de la política.
El regresaría a Waseda y moriría en 1922. 300.000 personas asistirían al funeral de estado en el Parque Hibiya de Tokio. Está enterrado en el templo Gokoku-ji.